# Système 4C

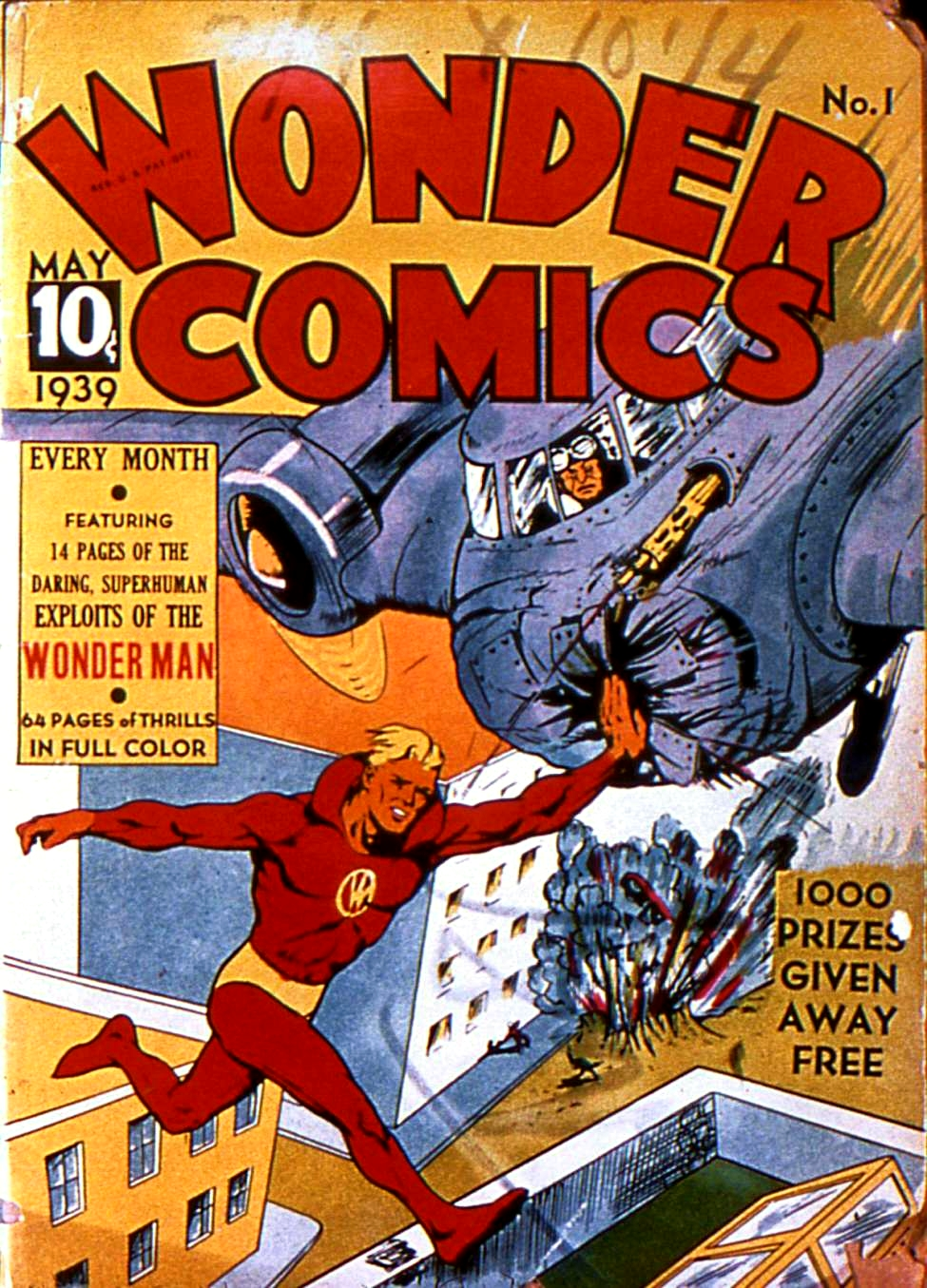
Couverture de Wonder Comics par Will Eisner (1939), utilisée en couverture de la Libre Edition.

Le Système 4C est un rétroclone des règles du jeu de rôle Marvel Super Héros ; les règles sont mécaniquement très semblables mais avec des simplifications et des changements formels dans le nom des traits des personnages, la forme des tables de résolution, etc.
Originellement publié en anglais en 2007, sa version française parait en 2018. La version originale fut mise dès publication dans le domaine public (américain), la version française sous licence Creative Commons Zero.

## Génèse
Le projet commença sous forme d'une discussion publique sur les forums du site rpg.net lancée par Philip Reed le 24 février 2007 aboutissant à un document définitif en juin de la même année.

## Système de jeu
Le Système 4C repose sur des jets de d100 sur une table de résolution générale, permettant d'obtenir un résultat sous forme d'une "couleur" : noir pour un échec, rouge pour un succès marginal, bleu pour un succès et jaune pour un succès majeur. Ces couleurs de succès permettent ensuite de déterminer les effets de l'action, par exemple une attaque en combat. 
Le jet de dé se fait généralement en prenant en considération le niveau d'un trait primaire, l'un des attributs généraux du personnage. Le système d'origine, tel que paru dans Marvel Super Héros, était surnommé "FASERIP" d'après l'intitulé des traits primaires en VO : Fighting, Agility, Strength, Endurance, Reason, Insight et Psyche. Le Système 4C utilise des noms différents, en VO comme en VF.
| FASERIP (VO) | FASERIP (VF) | 4C System (VO) | Système 4C (VF) |
| ------------ | ------------ | -------------- | --------------- |
| Fighting     | Combat       | Melee          | Mêlée           |
| Agility      | Agilité      | Coordination   | Dextérité       |
| Strength     | Force        | Brawn          | Force           |
| Endurance    | Endurance    | Fortitude      | Constitution    |
| Reason       | Raisonnement | Intellect      | Intelligence    |
| Insight      | Intuition    | Awareness      | Perception      |
| Psyche       | Psyché       | Willpower      | Volonté         |

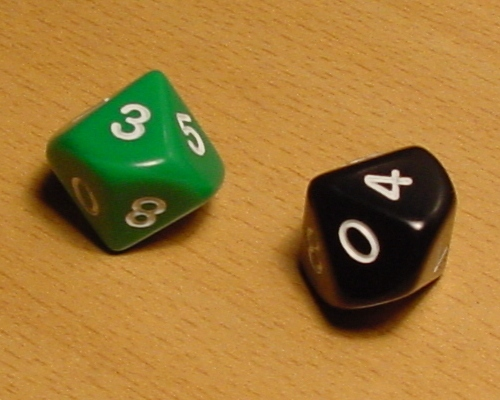
Paire de dés à dix faces utilisée par le jeu.

Aux traits primaires s'ajoutent des traits secondaires, la Vitalité représentant la résistance aux dégâts, la Destinée où l'on puise pour réussir des exploits, la Richesse et la Popularité.
| FASERIP (VO) | FASERIP (VF) | 4C System (VO) | Système 4C (VF) |
| ------------ | ------------ | -------------- | --------------- |
| Health       | Vitalité     | Damage         | Vitalité        |
| Karma        | Karma        | Fortune        | Destinée        |
| Ressources   | Ressources   | Lifestyle      | Richesse        |
| Popularity   | Popularité   | Repute         | Réputation      |

Les personnages bénéficient de compétences permettent d'optimiser les actions adéquates, et de super-pouvoirs aux règles variées.

## Publication

### Version originale
Après le livre de base, son auteur publia en mars 2008 le supplément Weapons & Gear.
Outre le livre de base et ce supplément, d'autres ouvrages parurent chez des éditeurs tiers, sous forme de documents électroniques.
- En 2018, le supplément Local Heroes chez Baggage Books
- En 2012, 4C System Libre Edition[4] rassemble le livre de base, Weapons & Gear et des errata
- En 2009 et 2010, 3 numéros du magazine Threat Records et diverses aides de jeu (écran, fiches de personnages) chez Keck Publishing
- En 2008 et 2009, deux suppléments World Metahuman Factbook chez Vigilance Press
- En 2008, le supplément 4C Super Teams Super Bases chez Seraphim Guard
- De 2008 à 2012, la série d'aventures Heroic Moments chez Purple Duck GamesLa Danse d'Alfons Mucha (1898), utilisé en couverture de la version française.

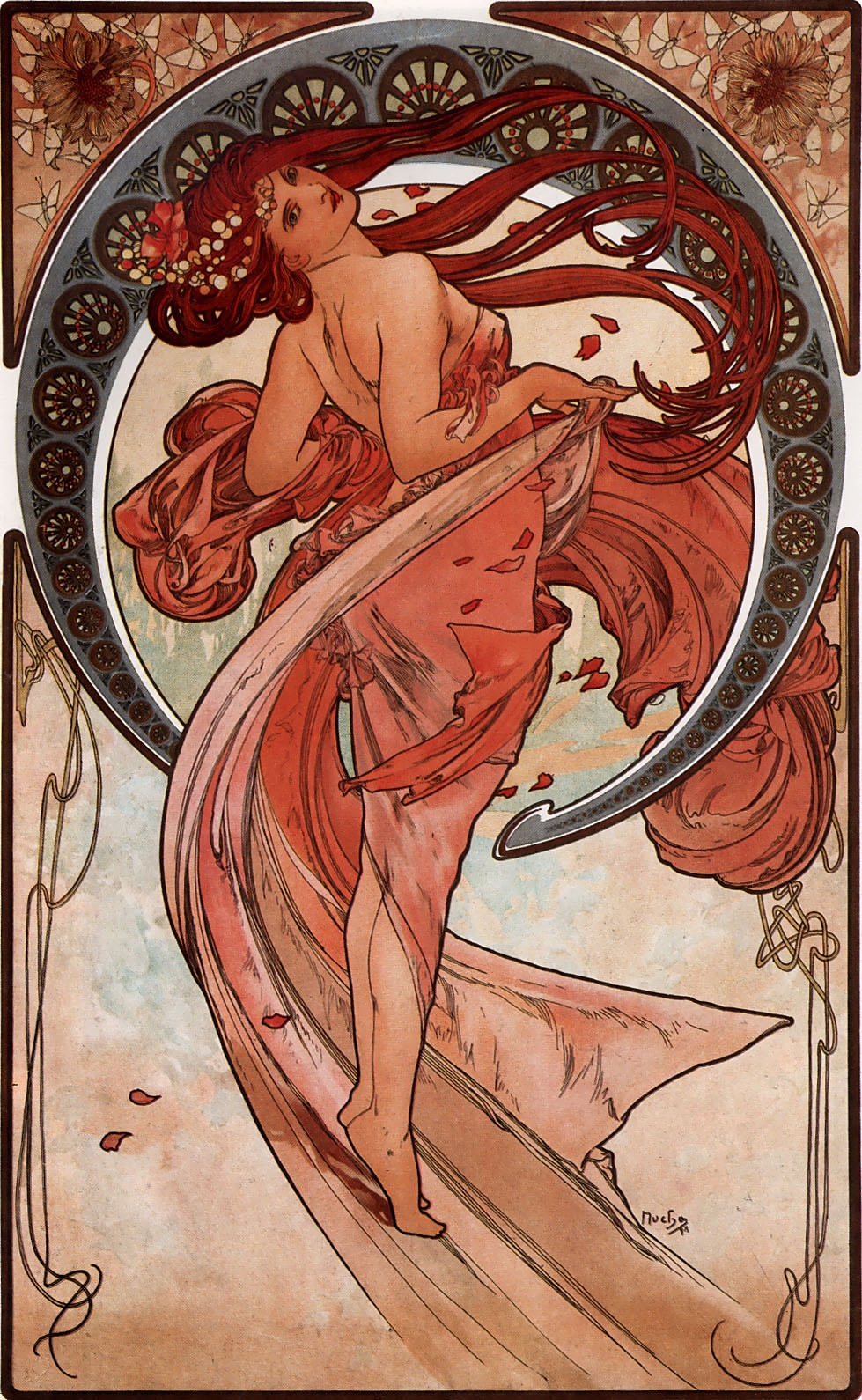
La Danse d'Alfons Mucha (1898), utilisé en couverture de la version française.

### Version française
La version française du livre de base est une traduction réorganisée de la Libre Edition, à laquelle ont été rajoutées une vingtaine de pages rassemblant règles optionnelles, exemples de personnages, conseils et aventures, ainsi qu'une fiche de personnage. Un court supplément électronique, Pnictogènes, présente un quatuor de personnage et deux aventures. Un autre court supplément, Conversion, propose des règles de conversion de Marvel Super Héros.
Son texte est sous licence Creative Commons Zero et ses illustrations sont issues du domaine public (ou licences similaires), exploitant notamment les illustrations d'Alfons Mucha, l'Open Clip Art Library et les dessins d'un défunt projet d'univers super-héroïque libre, Heroes & Henchmen.

### Dérivés
D'autres jeux de rôles ont été créés en se basant sur le Système 4C, étant donné la licence très libre sous laquelle il fut publié :
- PH4SE[6] (ou Phase Four) : version simplifiée du Système 4C, utilisant un dé à 20 faces au lieu d'un dé de pourcentage
- G-Core[7] : système n'utilisant pas la table de résolution du Système 4C
- FASERIP[8] : système enrichi
  - Human(ish) : jeu de rôle, aux règles dérivées de FASERIP, où l'on joue des êtres surnaturels dans un monde contemporain
- 4Saken : jeu de rôle d'horreur
- ForeSee Alpha : jeu médiéval-fantastique
  - Lucharan : jeu sur le catch mexicain, utilisant la base de ForeSee Alpha
- 4C Expanded : Une version enrichie du Système 4C
  - Tales of the West : jeu sur le thème du Western

Etant donné sa licence très libre, les textes du Système 4C ont été recyclés dans d'autres projets de JdR, tel le JdR superhéroïque ICONS.

### Liens Externes
- Fiche du jeu sur le Guide du Rôliste Galactique
- Site officiel de la version française